# Famille de Jonghe d'Ardoye
La famille de Jonghe d'Ardoye est une famille noble des Pays-Bas méridionaux puis de Belgique originaire du pays de Waes.

## Histoire

### Échevins de Waes
En 1690, le roi Charles II d'Espagne anoblit à titre posthume Baudouin II de Jonghe, seigneur de Walburg, en faveur de sa veuve Marie de Haze. Il avait fait ériger une église et un couvent à Saint-Nicolas-Waes pour les frères mineurs réfugiés, et eut le privilège d'y être enterré. Son fils, Théodore I de Jonghe, seigneur de Mandekens (1653-1743) a été haut-échevin du Pays de Waes en 1684.
En 1772, l'impératrice Marie-Thérèse accorde à son fils, Théodore II Joseph de Jonghe (1690-1776), le titre héréditaire de vicomte. Il devient conseiller, puis procureur général au Conseil de Flandre. 

### Seigneurs d'Ardoye
En 1773, Théodore II devient seigneur d'Ardoye par achat au marquis Jean-Joseph de Houchies, en difficulté financière. Son fils, Théodore Jean, construisit en 1780-1781 un nouveau château. En 1845, adjonction du nom de d'Ardoye.

## Personnalités
- Auguste de Jonghe d'Ardoye
- Gustave de Jonghe
- Fernand de Jonghe d'Ardoye, homme politique belge catholique.
- Ferdinand de Jonghe d'Ardoye, héraldiste.
- Baudouin de Jonghe d'Ardoye, numismate.
- Georges-Marie de Jonghe d'Ardoye, évêque belge de la société des Missions étrangères de Paris en Chine et vicaire apostolique de Yunnan-fu.
- Yves de Jonghe d'Ardoye d'Erp, homme politique, membre du MR à Uccle.